# ポポンデッタ (鉄道模型店)
株式会社ポポンデッタ（英: popondetta,inc）は、日本の鉄道模型専門店。

## 概要
1999年（平成11年）にインターネット通信販売による鉄道模型店として創業。後に東京都渋谷区に店舗を構え、その後は日本全国各地に鉄道模型店を展開し、主に鉄道模型や鉄道書籍の買取、販売を行う。フランチャイズによる鉄道模型とミニカーの買取専門店や、カフェも展開している。
社名の由来は熱帯魚のポポンデッタ・フルカタから。創業当時の鉄道模型という趣味に対する印象については、一般にも幅広く認知されるようになった現在とは異なり、当時はまだ「暗い」といった印象が根強く「家族と一緒に、彼女と一緒に模型店に行こうよ、と言ったときに、鉄道要素の強い名前だと『そんなの嫌よ』で終わってしまうんじゃないかと考えた」といい、そこで、もう一つの趣味であった熱帯魚の中から「元気の良さに肖ろう」と名付けたという。

## 沿革
- 1999年（平成11年）11月11日 - 税理士の太田和伸が創業[2]。当初は家族経営、つまりファミリー企業であった。
- 2002年（平成14年）2月 - 東京都渋谷区に最初の店舗となる渋谷店（現在閉店）を開設、同年11月に有限会社に改組[2]。
- 2003年（平成15年）- 現在本社を置く秋葉原店を東京都千代田区外神田に開設[2]。
- 2004年（平成16年）- 株式会社に改組。
- 2005年（平成17年）- 東京都渋谷区に買取専門の「ポポンデッタクラスタ」が開設。これはポポンデッタの直営ではなくフランチャイズ運営によるもので、「ポポンデッタクラスタ」で買取られた商品はポポンデッタで販売している。
- 2006年（平成18年）- 東京都板橋区に実験店舗として「ポポンデッタミニ」下赤塚店を開店。
  - 7月 - 大阪市浪速区に大阪日本橋店を開設。これ以降、日本各地に店舗を展開することになった。
  - 10月 - 秋葉原店が新築されたビル（Rail Way BLD.）へ移転。千代田区神田神保町にあった太田の公認税理士事務所を移転し、同ビルに併設した。
- 2011年（平成23年）- 東京都千代田区有楽町に、鉄道をコンセプトとしたカフェ「スチームロコモティブ」を開店。
- 2016年（平成28年）
  - 10月8-9日 - アミュプラザ博多でイベント開催に伴い、「あそぼーい!ポポンデッタ号」を博多駅 - 大分駅にて貸切運行[4]。
  - 12月23日 - 吉池8Fに「バーガー&パブ ChouChou POPON御徒町店」開店[5]。2日間、イベントでトークショーとミニライブが開催され、出演者は野月貴弘・堀込聖美・山本紗由美・安井愛・南田裕介・久野知美[6]。
- 2018年（平成30年）10月 - 飛鳥出版をグループ会社化し、鉄道関連書籍の出版も開始。
- 2021年（令和3年）11月12日 - 秋葉原店から徒歩3分の場所に中古品専門店「あきばリユース店」を開店[7]。

## 店舗

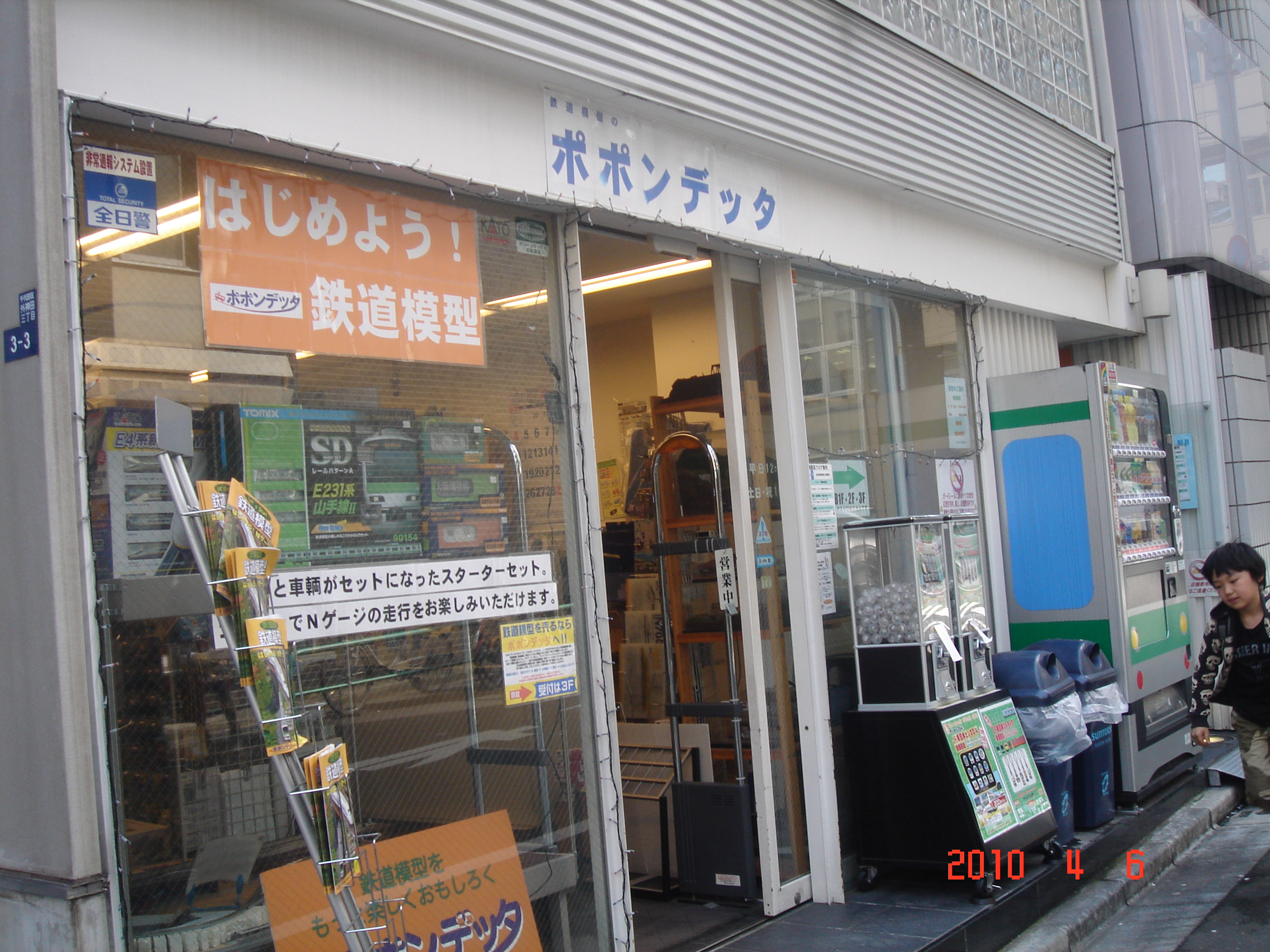
ポポンデッタ秋葉原店

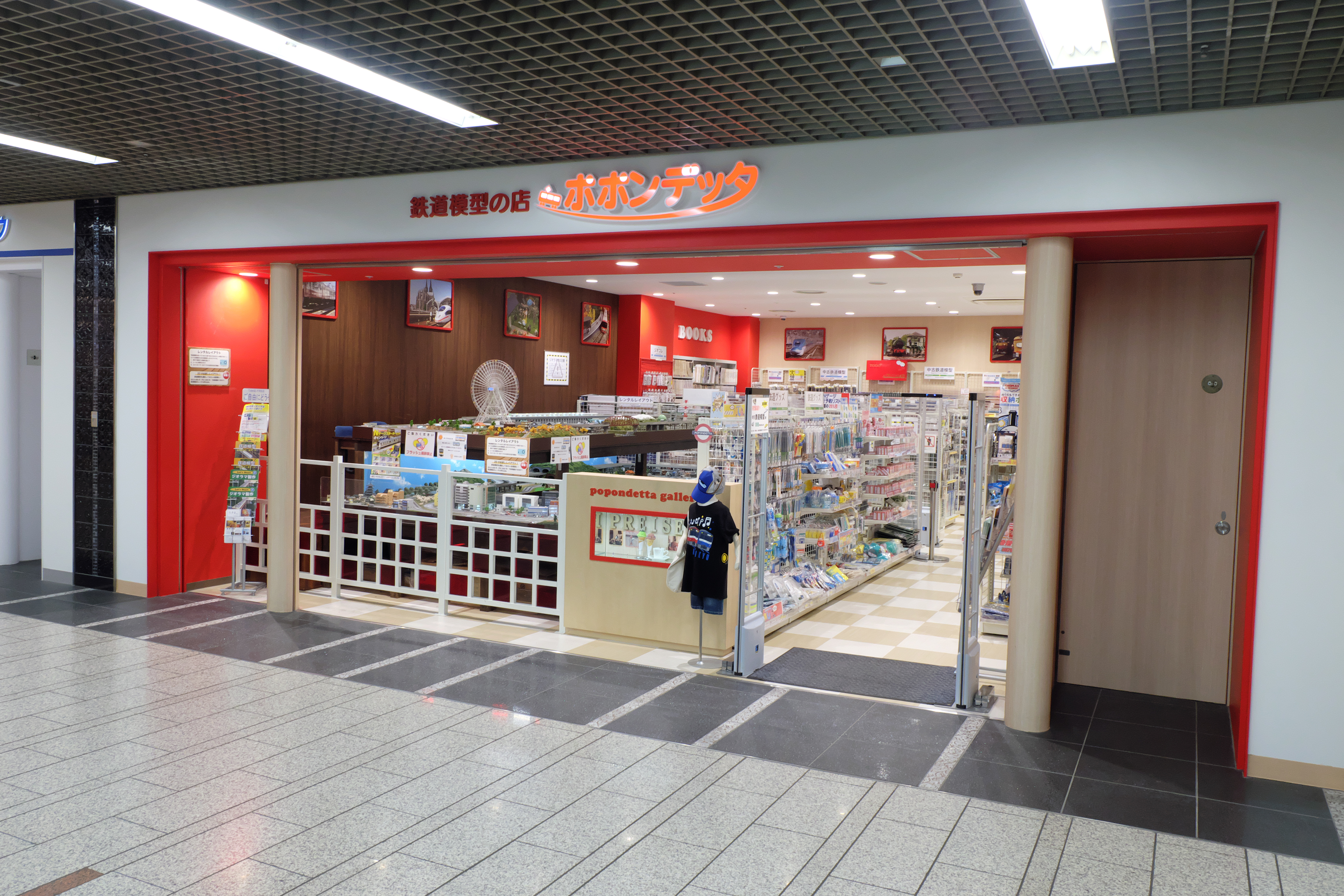
ポポンデッタ川崎アゼリア店

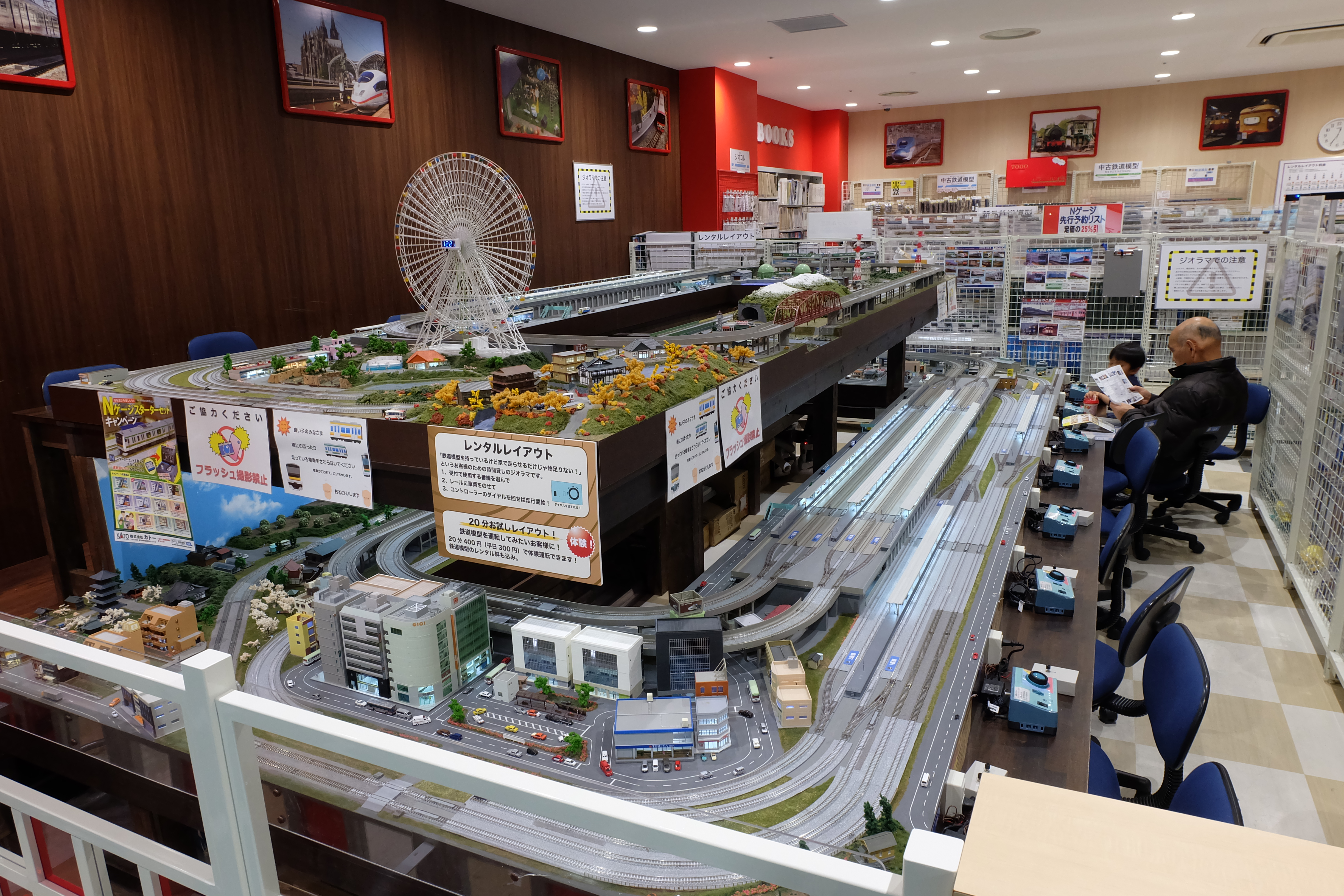
川崎アゼリア店のレンタルレイアウト

現行店舗の詳細は「店舗一覧」を参照
ポポンデッタ（2023年11月現在・46店舗）
北海道・東北2店舗、関東26店舗、中部7店舗、関西7店舗、中国2店舗、九州2店舗
鐵道模型堂（閉鎖)
- 屋号として「鐵道模型堂」を用いた店舗も存在した。

飲食店（閉鎖）
- イオンモールKYOTO及びららぽーと富士見内のポポンデッタに併設していた。単独店舗もあったが閉店。
- 直営店以外にフランチャイズの店舗も存在した。

多くのポポンデッタではNゲージのレンタルレイアウトを設置しており、来店者が持参した車両を走行させることができるほか、店舗にて車両の貸し出しも行われる。大型店ではラジコン自動車やプラレールのコースを設置しており、来店者が持参した車両を走行させることができる。1時間コースと、初めて鉄道模型で遊ぶ人向けの20分体験運転コースがある。20分コース限定のスタンプカードでスタンプを集めるとNゲージと交換できる。店頭で税込3,000円以上の購入でレンタルレイアウト15分無料券が配布される。レンタルレイアウトは店頭と電話で席の予約が可能である。
多くのポポンデッタでは古物商の許可を受けており、店頭や郵送、出張買取も行なっている。Nゲージのほか書籍やプラレール、ストラクチャー、鉄道グッズなど鉄道関連製品の買取を行なっている。また、不定期でプラレールを新品Nゲージと交換できるキャンペーンを実施している。
多くの鉄道模型製品で定価より20%割引した価格で販売されている。また一部製品では早期に予約した場合、先行予約が適用されて25%割引となる。
実質的な本店である秋葉原店（東京都千代田区）は2003年4月に開店。当初は1階に事務所、2階に店舗とレンタルレイアウトを構えており、店内にて中古鉄道模型の店頭オークションを行っていた。2005年に近隣のビル内へ一時移転し、跡地に本社と一体化した新店舗ビル（Rail Way BLD.）が新築された。現店舗は地下1階 - 地上4階が鉄道模型店で、5階はポポンデッタ事務所と税理士事務所となっている。
その他、鉄道模型、鉄道関連のイベントにも随時臨時出店している。

### コラボレーション店舗
小田急トレインギャラリー（海老名）
ビナウォーク6番館2階に2011年3月18日開店。小田急電鉄の資料が展示されており、模擬運転台もある。
京王トレインパーク（八王子）
京王八王子駅駅ビル京王八王子ショッピングセンターに2011年9月16日開店。太田が京王電鉄ユーザーであるのが縁で、京王の全面的な協力の下、出店が実現した。京王資料館に所蔵されている資料が店内に展示されている。
東武鉄道ギャラリー（浅草）
東武鉄道浅草駅駅ビル浅草EKIMISE5階。元北海道物産店に出店。東武鉄道の製品が中心で、東武8000系電車の運転台のレイアウトコースがある。
西武トレインミュージアム（川越）
本川越駅駅ビル西武本川越ペペ3階に2012年10月12日開店。西武鉄道の資料が展示されている。
東海道線ギャラリー（静岡）
静岡駅駅ビルパルシェ5階に2014年3月1日開店。2017年6月15日にはパルシェ改装に伴って同フロアの別区画に移転した。東海道線や東海道新幹線、静岡駅の資料などが展示されている。

### 閉店店舗
渋谷店
2002年5月開店。東京都渋谷区宇田川町のビルの1室に所在したポポンデッタ初の店舗。のちに秋葉原店開店に伴い閉店した。買取・販売のみでレンタルレイアウトは設置していなかった。
ポポンデッタミニ下赤塚店
2006年2月1日開店。東京都板橋区赤塚に実験店舗として期間限定で開店し、2010年3月30日閉店。
イオンモール東浦店
2008年7月18日開店。2011年6月5日閉店。
イオンモール鶴見緑地店
2013年1月20日閉店。
宇都宮フェスタ店
2013年4月18日開店。2015年2月1日、契約満了の為閉店。
鐵道模型堂そごう千葉店
2012年12月13日開店。2014年5月31日閉店
京急レッドトレインガーデン（品川）
2011年12月16日開店。SHINAGAWA GOOS2階の京浜急行電鉄のギャラリー『京急レッドトレインガーデン』に併設されていた。2016年4月15日に閉店。
常磐線ヒストリックギャラリー
旧土浦店（2009年7月24日開店）を、2012年2月25日に東日本旅客鉄道（JR東日本）とのコラボレーション店舗としてペルチ土浦へ移転リニューアル。店内の一部に、常磐線の鉄道史料や、E657系を紹介・展示するスペースと普通列車グリーン車の座席を設置していた。2017年1月15日閉店。
イオンモール和歌山店
2014年3月16日開店。2017年5月31日閉店。
浜松メイワン店
2015年7月30日開店。2017年8月16日閉店。
くずはモール店
2014年3月12日開店。2017年8月20日閉店。
イオンモール太田店
2016年4月22日開店。2017年8月20日閉店。
イオンモール福岡店
2016年9月16日開店。2017年8月20日閉店。
鐵道模型堂池袋東武店
2013年3月開店。2018年9月閉店。
イオンモール岡崎店
2014年9月13日開店。2020年8月16日閉店。
イオンモール旭川西店
2018年10月5日開店。2022年8月18日閉店。
イオンモール広島府中店
2016年11月18日開店。2022年11月13日閉店。
イオンモール木曽川店
2022年11月23日閉店。

#### カフェ&バー
かつては、UCCフーズとポポンデッタとのコラボレーションによる、鉄道をコンセプトとした店舗「Cafe & Bar STEAM LOCOMOTIVE」を数店舗運営していた。昼間は喫茶店、夜はバーとして運営する飲食店で、店内中央には全長20mの大型ジオラマを設置し、レンタルレイアウトとしても提供していた。有楽町店（東京都千代田区）は2011年7月15日開店、2015年12月7日閉店。
2011年12月には、ホンジュラスのコーヒー輸送列車を題材としたオリジナル製品「SLコーヒー列車セット」を発売した。

## 製品
当初は新品販売と中古買取・販売のみであったが、秋葉原店でのジオラマ製作の講習会と同時に自社オリジナル商品としてジオラマキットの発売を行った。その後はジオラマ製作用品として、LED照明キットや動物フィギュアなどの他社製品を自社オリジナルブランドにて展開している。
近年ではポポンデッタブランドの鉄道グッズも販売しており、Tシャツや靴下、文房具などを製品化している。
- 2007年12月 - アイコム製の1/144スケールフィギュア「学生シリーズ」を発売[24]。
- 2009年8月 - 同社10周年記念として、河合商会製のディーゼル機関車と貨車のセット「グリーンスイッチャー3両セット」及びアイコム製のフィギュア「撮り鉄」を発売[25]。
- 2011年
  - 3月 - アイコム製の動物フィギュア「ZOO」を発売[26]。
  - 7月 - 河合商会製のジオラマ素材「ぽぽらま」を発売[27]。
  - 8月 - 河合商会製トキ25000の塗装変更品「トキ25000 グリーン塗装」を発売[28]。
  - 12月 - 喫茶店スチームロコモティブのコーヒー輸送列車をイメージした製品として[22]、関水金属製ポケットラインシリーズの塗装変更品「SLコーヒー列車セット」を発売[23]。
- 2012年11月 - 廃業した河合商会の製品を引き継ぎ[29]、貨車シリーズを「ポポ貨車」として単品で発売した[30]。
- 2015年5月 - 自社初の新規金型の東邦亜鉛タキ1200・タキ15600・トキ25000（安中貨物）を製品化予告[31]。
- 2017年8月 - 安中貨物を発売[32]。なお不良が多く自主回収の対象となり[33]、これを受けて品質の向上に努めることとした[34]。
- 2018年7月 - 南海電鉄30000系「こうや」の製品化を発表[35]。以降もNゲージ製品の発表が続く。
- 2019年11月 - JR九州305系を発売、本格的なNゲージの製品化を開始。

### 主な製品
Nゲージ鉄道車両
- 南海30000系電車
- 東京メトロ1000系電車
- JR九州305系電車
- 阪急1000系電車
- 東武500系電車
- ポポ貨車 - ポポンデッタオリジナルの貨車。当初は河合商会から引き継いだ製品の発売[29][36][37]だけであったが、後に自社で開発した貨車も発売するようになった。

Nゲージその他
一部製品の販売元は子会社のポポプロに移行され「memory's」シリーズとして発売されている。
- ミニジオラマキット
- 野立て看板「727」
- 会津バラスト - 会津砕石有限会社による鉄道模型用のバラスト。以前は「会津砕石製 合格道床バラスト」という商品名であった。
- ジオラマ素材
- ストラクチャー
- LED夜景システム
- LED室内灯

その他
- コンテナ収納ボックス
- moku TRAIN (モクトレイン) -
- 鉄道グッズ - 鉄道イラスト入りのTシャツ(トレインTキッズ)や鉄道靴下など
- 飛鳥出版 - 鉄道関連の書籍